# St. Marien (Stendal)

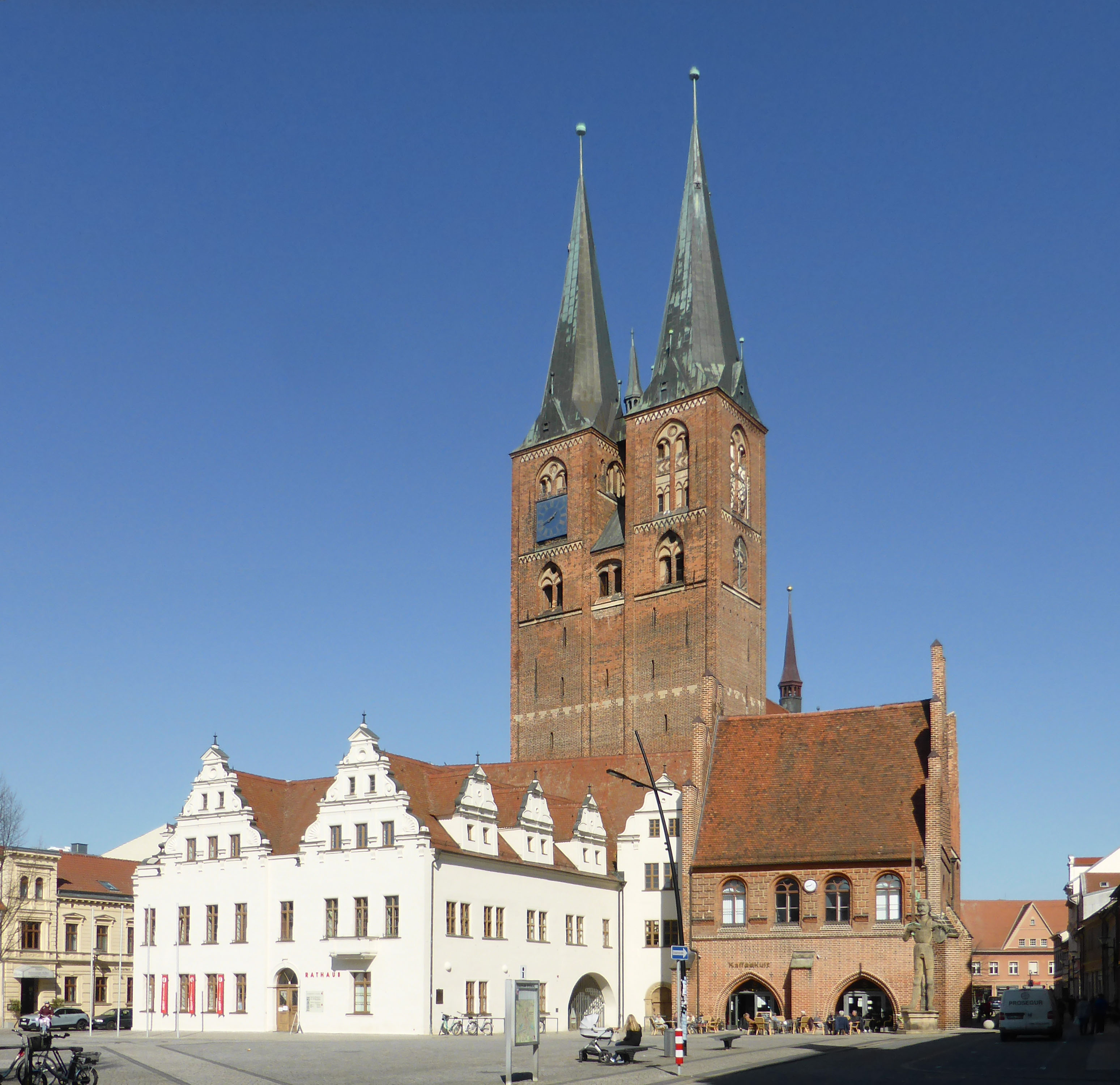
Türme der St.-Marien-Kirche, im Vordergrund Rathaus und Gerichtslaube

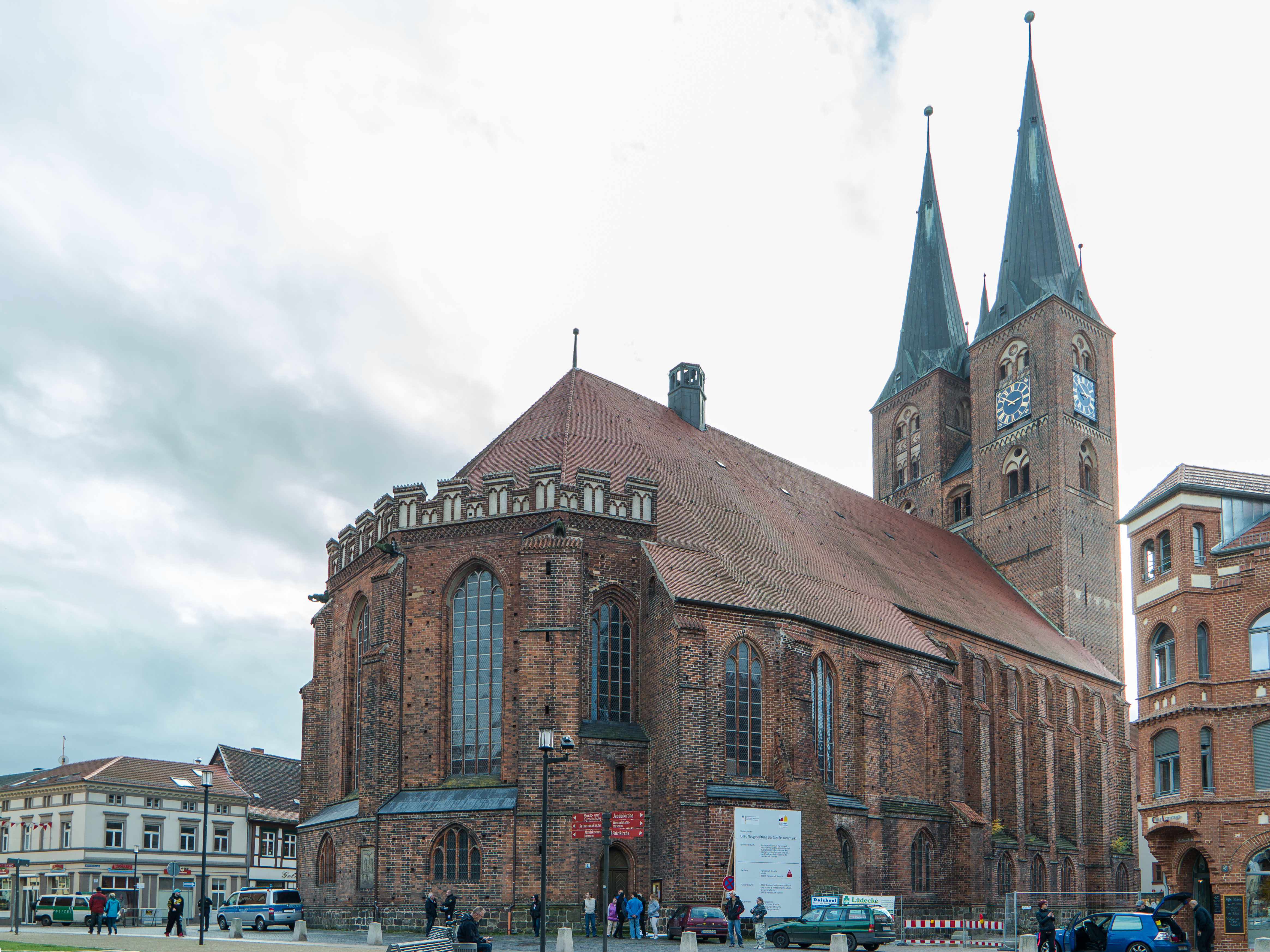
St.-Marien-Kirche von Nordosten

Die Marienkirche ist eine Pfarrkirche im Zentrum Stendals aus der Zeit der Backsteingotik.

## Geschichte
Im 12. Jahrhundert entstand an der Stelle der heutigen Marienkirche eine romanische Basilika, von der heute noch ein Teil der Ausstattung erhalten ist. Im späten 14. Jahrhundert wurde der Westbau mit der Doppelturmfassade erweitert; die Türme wurden verlängert. 1420 begann der Neubau der Marienkirche als spätgotische Hallenkirche. Auf der Südseite entstand ein Portalvorbau, Paradies genannt. Der romanische Vorgängerbau wurde einige Jahre später abgerissen. Bis 1447 war die Kirche gewölbt. Die Kirchweihe erfolgte am 24. August 1447. 1470 bis 1473 wurde die Marienzeitenkapelle errichtet. 1471 wurde der Hochaltar aufgestellt. Nach der Reformation war es 1538 Justus Jonas der Ältere, der in der Marienkirche die erste evangelische Predigt in der Mark Brandenburg hielt. Im 16. Jahrhundert wurden die Türme vollendet. 1580 wurde eine astronomische Uhr angebracht. Die Marienkirche war die Hauptpfarrkirche der hanseatischen Kaufmannschaft.
Während des Dreißigjährigen Krieges wurde der Hieronymus-Altar entführt, da man vermutete, dass er von Albrecht Dürer geschaffen worden war. Er stammt tatsächlich vom holländischen Maler Jacob Cornelisz van Oostsanen und steht heute im Kunsthistorischen Museum Wien.
Um 1725 wurde die Schönebeck’sche Bibliothek, welche zur Schönebeck’schen Stiftung gehört, in der Marienkirche, im Gewölbe, über der Sakristei, im Westwerk der Marienkirche untergebracht, die bis heute dort existiert.
1794 wurde das Paradies abgerissen und über dem Portal ein Sandsteinrelief von 1420 angebracht.
1834–1844 und 1965–1971 fanden größere Instandsetzungsarbeiten statt. Ab 1995 wurde das Dach mit Kupfer neu gedeckt, mehrere Glocken restauriert und die Fenster neu verglast.
|  |  |

## Lage, Architektur und Ausstattung

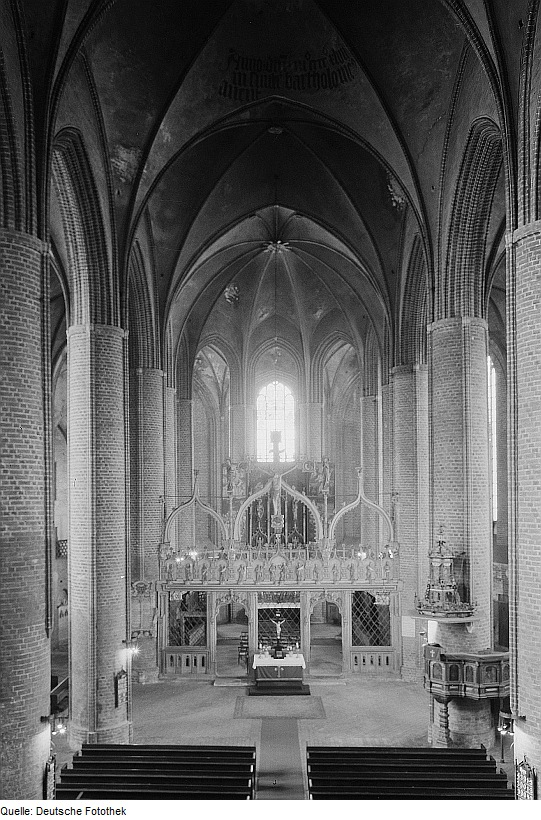
Innenraum Richtung Chor (Aufnahme: Richard Peter)

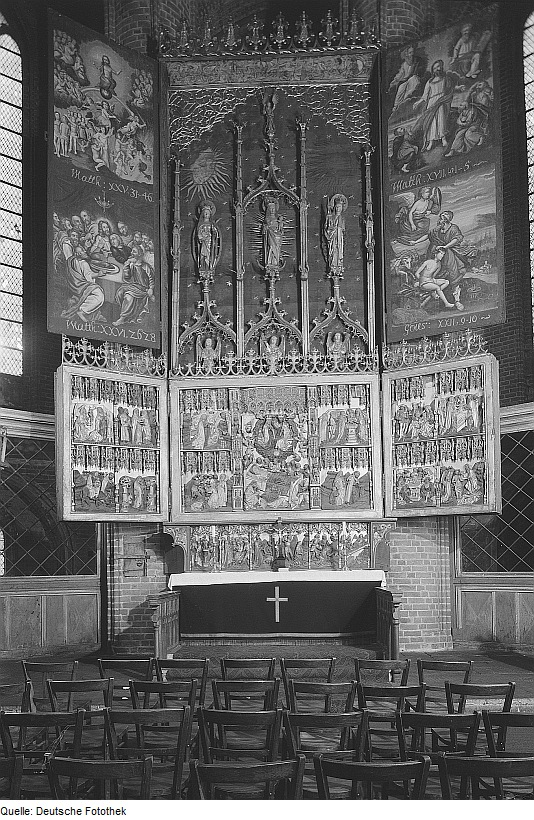
Altar (Aufnahme: Richard Peter)

Die Marienkirche steht im Zentrum Stendals unmittelbar östlich des Rathauses, das wiederum an den Markt grenzt. An der Ostseite liegt das Nordende der wichtigsten Einkaufsstraße Stendals. Südlich der Kirche befindet sich die Marienkirchstraße. Der Dom St. Nikolaus, der ebenfalls zwei Türme aufweist, steht etwa einen Kilometer entfernt.
Die Marienkirche ist im Stil der Backsteingotik gebaut. Sie hat zwei 82 Meter hohe Türme und damit nach St. Stephan in Tangermünde die zweithöchsten Kirchtürme der Altmark. Die beiden Türme sind durch eine Brücke mit Dachreiter verbunden. Auf dem Dach befindet sich ein zweiter Dachreiter. Die Kirche ist eine dreischiffige Hallenkirche. Die Seitenschiffe sind als Umgang um den Binnenchor herumgeführt und bilden den baulich aufwändigen Hallenumgangschor. Der Chor ist durch einen Lettner vom Kirchenschiff getrennt. Vor dem Lettner befindet sich der Laienaltar. Zahlreiche Kapellen schließen sich an die Seitenschiffe an.
Zur Ausstattung gehören der Hochaltar, die Kanzel, der Taufkessel, die astronomische Uhr, die Orgel und die Glocken. Aus der früheren Basilika sind Apostelfiguren in der Chorschranke aus dem 13. Jahrhundert und ein Triumphkreuz aus dem 14. Jahrhundert erhalten.

### Altar
Der acht Meter hohe Hochaltar, ein Flügelaltar, wurde 1470 nach flämisch-holländischen Stil hergestellt und im Folgejahr in der Marienkirche aufgestellt. Auf der Innenseite sind im Hauptschrein und den Flügeln Szenen  aus dem Leben Marias und der Kindheit Jesu als Schnitzreliefs dargestellt. Im Gesprenge steht Maria im Strahlenkranz zwischen den heiligen Jungfrauen Katharina von Alexandrien und Barbara. Bei geschlossenen Flügeln zeigen auf der Alltagsseite Gemälde die Passionsgeschichte. Auf der Predella ist die Legende von der heiligen Katharina aufgemalt. 1581 wurde der Altar durch vier Gemälde auf Leinwand ergänzt, die das Gesprenge rahmen.

### Kanzel

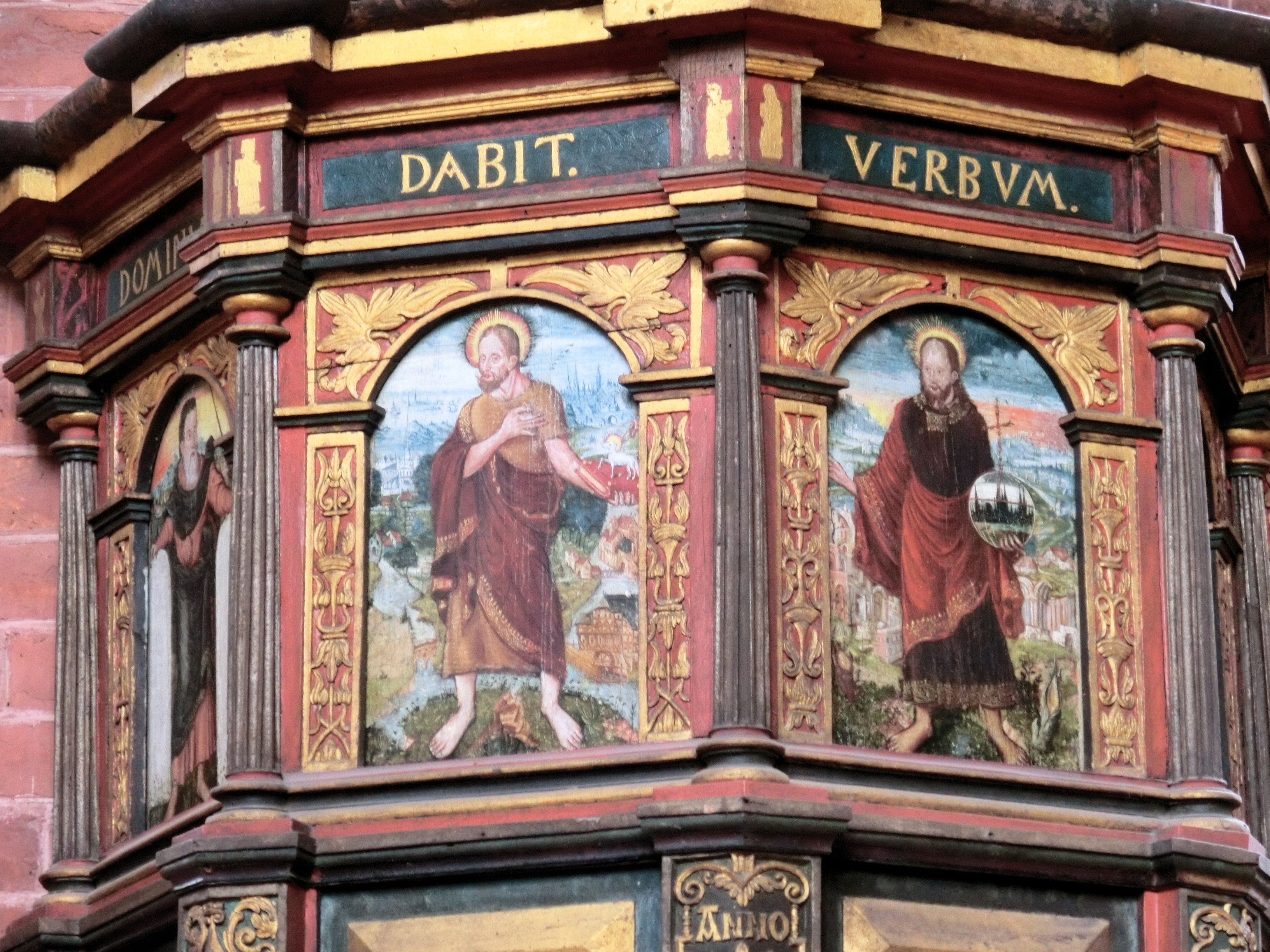
Detail von der Kanzel: Johannes der Täufer und Jesus Christus.

Die reich geschmückte Kanzel wurde 1844 an ihren heutigen Platz am südlichen ersten Pfeiler versetzt. Der Korb von 1566 steht auf Balustern. Unter der Brüstung befindet sich der Bibelvers Ps 68,12  auf Latein. Darunter befinden sich von Andreas Blome 1571 geschaffene Gemälde, die von links nach rechts Moses, Johannes den Täufer, Jesus Christus, die Apostel Petrus und Paulus und die Evangelisten Matthäus und Markus zeigen, die teilweise vor Stendaler Stadtansichten stehen. Christus als Weltenrichter hält die Weltkugel in der Hand, in der die Stadtsilhouette Stendals mit den Türmen der Marienkirche in der Mitte zu sehen ist. Der fünfeckige Schalldeckel trägt einen tempelartigen Aufbau.

### Taufkessel
Der Taufkessel gehört zu den gotischen Bronzefünten. Er wurde in Lübeck gefertigt, 1474 im Mittelschiff vor dem Laienaltar aufgestellt und 1844 in die Marienzeitenkapelle umgesetzt, die bis heute als Taufkapelle dient. Er ist mit Figuren reich geschmückt. Die acht großen Figuren zeigen Maria und sieben weitere weibliche Heilige, dazwischen stehen acht deutlich kleinere männliche Heilige. Die anthropomorphen Trägerfiguren symbolisieren die vier Evangelisten. Die lateinische Inschrift lautet übersetzt: „Im Jahr des Herrn 1474. Gehet und taufet im Namen des Vater und des Sohnes und des Heiligen Geistes. Amen“. Reste der ursprünglichen und späterer farbigen Bemalungen haben sich erhalten.

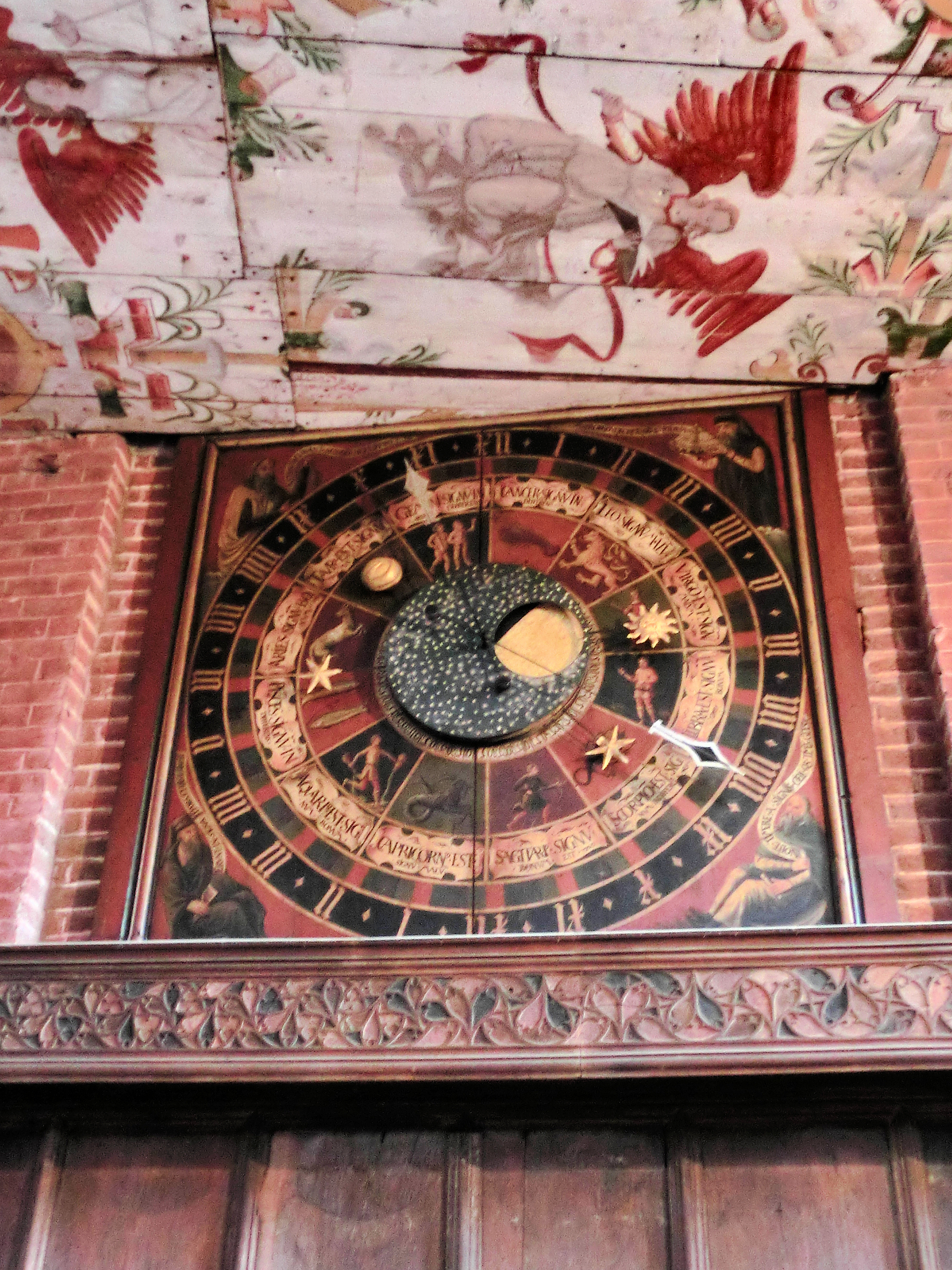
Astronomische Uhr, darüber ist ein Teil der Bemalung der Orgelempore zu sehen.

### Astronomische Uhr
Die Uhr gehört zum Typ der hanseatischen astronomischen Uhren. Sie befindet sich unterhalb der Orgelempore. Ihr Zifferblatt ist drei mal drei Meter groß und zeigt einen 24-Stunden-Tag an. Der große Zeiger macht in zwei Stunden eine Umdrehung. Der Stand der Sonne und des Erdmondes werden durch Modelle angezeigt. Als Gegengewicht zu den Modellen dient eine Sternenscheibe, in der eine Öffnung den Mondzyklus anzeigt. Der innere Zahlenkranz zeigt das Datum an. Die Uhr wiegt 100 Kilogramm, das Pendel ist 3,25 Meter lang. Alle fünf Tage muss die Uhr aufgezogen werden. Der Antrieb erfolgt über ein 65 Kilogramm schweres Gewicht und eine Seilrolle. 1856 wurde das Uhrwerk vom damaligen Unterküster neu aufgebaut und anschließend absichtlich wieder zerstört. In den 1970er Jahren begann der Stendaler Goldschmiedemeister Oskar Roever, die Uhr zu restaurieren. Am 14. Mai 1977 konnte sie betriebsfähig der Öffentlichkeit übergeben werden.

### Scherer-Orgel

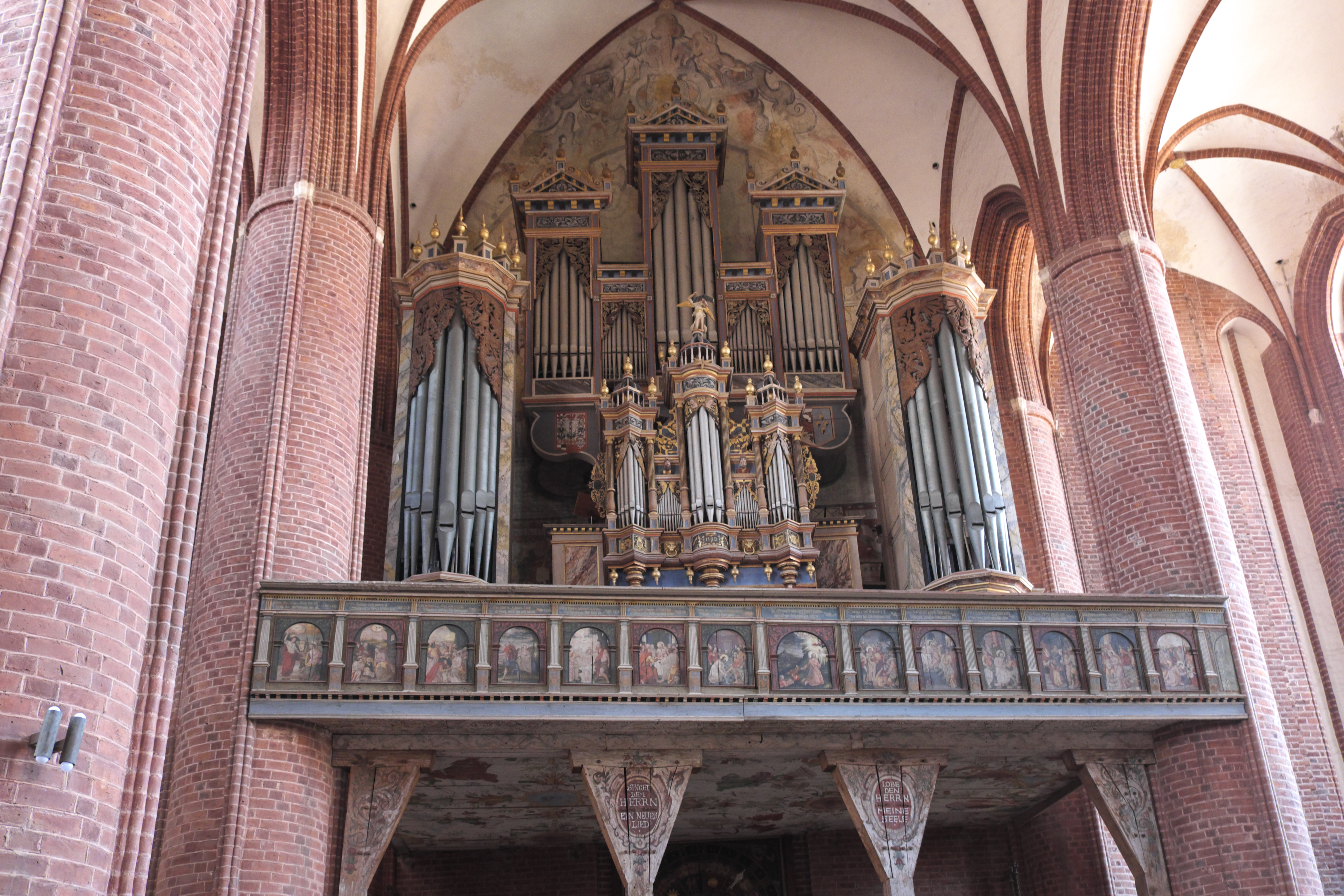
Orgel

Die Orgel befindet sich auf einer mit einem Bilderzyklus geschmückten Empore am Westende der Kirche. Das Rückpositiv mit der Inschrift „1580“ befand sich ursprünglich auf einer kleinen Orgelempore an der südlichen Wand des Kirchenschiffes. Sie wurde von Hans Scherer dem Älteren 1580 erbaut und besaß damals 29 Register auf zwei Manualen und Pedal. Sie verfügt heute über rund 2600 Pfeifen und 38 klingende Stimmen auf drei Manualen, eine mechanische Traktur und eine elektrische Registratur. Seit mehreren Jahren wird eine grundlegende Restaurierung angestrebt (Stand 2011).
| I Rückpositiv C– |        |
| Prinzipal        | 08′    |
| Gedackt          | 08′    |
| Oktave           | 04′    |
| Blockflöte       | 04′    |
| Nasat            | 02 ⁄3′ |
| Oktave           | 02′    |
| Nachthorn        | 02′    |
| Spitzquinte      | 01 ⁄3′ |
| Sesquialter II 0 | 02′    |
| Scharff V–VII    |        |
| Dulzian          | 16′    |
| Bärpfeife        | 08′    |

| II Hauptwerk C– |        |
| Prinzipal       | 16′    |
| Prinzipal       | 08′    |
| Gedackt         | 08′    |
| Spitzflöte      | 08′    |
| Oktave          | 04′    |
| Waldflöte0      | 04′    |
| Quinte          | 02 ⁄3′ |
| Oktave          | 02′    |
| Mixtur VI       |        |
| Scharff III     |        |

| III Brustwerk C–     |     |
| Gedackt              | 08′ |
| Rohrflöte            | 04′ |
| Prinzipal            | 02′ |
| Waldflöte            | 01′ |
| Terzian II           |     |
| Scharff-Zimbel V–VI0 |     |
| Regal                | 08′ |

| Pedal C–              |     |
| Prinzipal             | 16′ |
| Subbaß                | 16′ |
| Oktave                | 08′ |
| Oktave                | 04′ |
| Nachthorn             | 02′ |
| Pedal-Mixtur VI–VIII0 |     |
| Posaune               | 16′ |
| Trompete              | 08′ |
| Trompete              | 04′ |

- Koppeln: I/II, II/III

### Glocken
Die Stendaler Marienkirche verfügt über zwölf Glocken. Die vier größeren Glocken bilden das Hauptgeläut; die Marienglocke und die Faule Anna wurden von einem der bedeutendsten Glockengießer des Mittelalters gegossen, Gerdt van Wou. Die Faule Anna hat ihre Bezeichnung daher, dass sie nie solistisch zu hören ist; sie läutet ausschließlich in Verbindung mit den anderen Glocken.
Die Glocken 5–9 bilden das Chorgeläut, wobei die kleinste Glocke, Cantate, künftig im noch zu restaurierenden Dachreiter über der Vierung hängen wird. An Festtagen (Weihnachten, Ostern, Pfingsten, Kirchweih am 24. August) wird das Chorgeläut von fünf Minuten mit einer kurzen Pause von einer Minute separat dem Hauptgeläut der Glocken 1–4 vorangestellt.
Drei Glocken dienen dem Uhrschlag, wobei die ehemalige Viertelglocke als zweite Zeichenglocke ins Chorgeläut integriert wurde und anstelle ihrer zwei Glocken für den Viertelstundenschlag fungieren. Diese hängen mit der mittelalterlichen Stundenglocke im Dachreiter auf der Brücke zwischen den beiden Westtürmen.
Mit Hilfe des eigens gegründeten Glockenvereins konnte das Geläut umfassend saniert und erweitert werden.
| Nr. | Name                                               | Gussjahr  | Gießer, Gussort                                 | Durchmesser (mm) | Masse (kg) | Schlagton (16tel) | Turm                       |
| --- | -------------------------------------------------- | --------- | ----------------------------------------------- | ---------------- | ---------- | ----------------- | -------------------------- |
| 1   | Marien- oder Sturmglocke                           | 1490      | Gerhard van Wou                                 | 1.984/1.989      | 4.980      | as0 +9            | Mittelbau                  |
| 2   | Neue Glocke oder Osanna                            | 1616      | Hans Nuessel                                    | 1.848            | 3.690      | b0 +5             | Nordturm                   |
| 3   | Faule Anna                                         | 1490      | Gerhard van Wou                                 | 1.574            | 2.490      | ces1 +10          | Südturm                    |
| 4   | Morgen- und Abendglocke, Vesper- oder Fünfenglocke | 1598      | Heinrich Borstelmann                            | 1.316            | 1.400      | d1 +9             | Südturm                    |
| 5   | (Zuckerhutglocke)                                  | nach 1300 | anonym                                          | 585              | 140        | as2 +3            | Nordturm                   |
| 6   | Friedensglocke                                     | 2001      | Eifeler Glockengießerei H. A. Mark, Brockscheid | 534              | 102        | f2 +8             | Südturm, südliches Fenster |
| 7   | ZeichenglockeI                                     | 1522      | anonym                                          | 514              | 90         | as2 +3            | Südturm, östliches Fenster |
| 8   | ZeichenglockeII                                    | 1497      | Hermann Vogel                                   | 460              | 55         | b2 −1             | Südturm, östliches Fenster |
| 9   | Stundenglocke                                      | 1481      | Mateus Moring                                   | 925              | 500        | h1 +5             | Dachreiter (Brücke)        |
| 10  | ViertelglockeI                                     | 1997      | Mark, Brockscheid                               | 530              | 90         | ges2 +4           | Dachreiter (Brücke)        |
| 11  | ViertelglockeII                                    | 2007      | Petit & Gebr. Edelbrock, Gescher                |                  | 40         | es3               | Dachreiter (Brücke)        |

(Tabelle:)
In dem neu errichteten Dachreiter wird 2020 ein Glockenspiel mit 24 Glocken im Tonbereich c3 bis d5 installiert.

## Nutzung
Die Marienkirche ist Pfarrkirche der evangelischen Stadtgemeinde Stendal, die 2000 aus einem Zusammenschluss der ehemaligen Stendaler Gemeinden Dom St. Nikolaus, St. Marien, St. Petri, Paulus und Borstel entstand. Früher diente sie auch als Ratskirche. In der Kirche finden Gottesdienste, aber auch Orgelkonzerte und andere Konzerte sowie gelegentlich Theateraufführungen statt.